# Abazini
Abazini, ruski Абазины (Abaziny), sami sebe zovu Abaza (Абаза), narod abhaske skupine abhasko-adigejske porodice naseljen u Karačajevo-Čerkeziji u Rusiji (33,000), i oko 10,000 u Turskoj i po arapskim zemljama (Sirija, Jordan, Libanon), svih skupa oko 44,000 (1992.).

## Život i običaji
Ekonomski život Abazina ovisio je o njihovoj okolini. Do 1860.-tih oni žive u planinama i poglavito se bave stočarstvom, držeći stada ovaca i koza na bogatim pašnjacima, a čuveni su i po uzgoju konja s pedigreom.
Tapanta Abazini koji žive u nižim predjelima mnogo više okrenuti su prema zemlji i uzgoju prosa
Po religiji danas u muslimani, a islam je prihvaćen u 17. i 18. stoljeću namjesto prethodnog kršćanstva, ali sačuvali su i neke stare poganske običaje.

## Jezik
Abazini govore jezikom abaza, abazinski aбазинский (aбазский) язык, a njihove subetničke grupe žive u 13 sela na pet lokacija u Karačajevo-Čerkeziji, to su: 
- a) tapantski dijalekt (tапантский, bashogsky ili басхогский диалект), jezik tapantskih ili Tapanta Abazina, odnosno sjeverni abazinski na sjeverozapadu Karačajevo-čerkezije i u blizini Ksilovodska Ксиловодска u Stavropoljskom ktaju. Tapantski Abazini u ovaj su kraj vjerojatno došli iz Abhazije između 13 i 15 stoljeća.
- b) Drugi je kubino-elburganski ili kубино-Эльбурганский говор;
- c) ašharski (ашхарский, шкараотский, шкарауа) kojim govore Škaraua (Шкарауа) Abazini, oni što su poduprli šamilov ustanak sredinom 19. stoljeća, što je dovelo do cijepanja Abazina.
- d) U kuvinskom govoru (kuvinski; кувинский говор, zovu ga хъвыжв) razlikuju se novokuvinsky i starokuvinsky.
- e) apsujski govor (апсуйский говор; apsua, апсуа)
- f) sadzski ili južnoabazinski (садзский, южноабазинский) je nestao, od Abhaza je nazivan asadzua  (асадзуа), kod Adigejaca abadze (абадзе), Ubihi džihi (джихи), Gruzijci džiki (джики), i Rusi džikety (джикеты) ili džigety (джигеты).
- g) primorski abazinski приморский (obalni, прибрежный) абазинский, na obali Crnog mora do 1860.-tih godina.
- h) medoveevski ili gornji južnoabazinski (медовеевский, горно-южноабазинский) † nekada (do 1860.-tih) na rijekama Macesta [Мацеста] и Psou [Псоу].
- i) ostali govori su: Čua (говор чуа); govor čuži (говор чужи) govor čužguča (говор чужгуча); govor ahčipsou ili ahčipsyu (говор ахчипсоу, ахчипсу); govor aibga ili ajboga (говор аибга, айбога)

## Vanjske poveznice
- Abazins[neaktivna poveznica]
- The Abazinians